# Балашихинская организованная преступная группировка
Балашихинская организованная преступная группировка — ОПГ, появившаяся в начале 1990-х годов. Основное место локации — Балашихинский район Московской области.
Численность-свыше 500 членов.

## Группировка в 1980-е годы

Сергей Фролов

К середине 1986 года в Балашихинском районе было сформировано несколько устойчивых вооружённых преступных групп. Наиболее авторитетными из них были группировки, возглавляемые Сергеем Фроловым («Фрол») и Владимиром Мушинским («Муха»). Поначалу группировки тесно взаимодействовали между собой. Основными их занятиями в те годы были мошенничества, кражи, разбои и грабежи.
С 1987 года между группировками началась война за контроль над территорией. Периодически она перерастала в вооружённые конфликты, чем дальше, тем чаще. Первой такой перестрелкой являлась произошедшая летом 1987 года между членами группировок Фрола и Мухи, в результате которой были ранены шесть человек, включая Мушинского.
На первую роль в районе постепенно стал выходить Сергей Фролов. В немалой степени этому способствовали его незаурядные умственные способности, которые великолепно дополнялись его спортивным телосложением (Фрол занимался боксом). Фролов постепенно обзаводился преданными людьми, заводил связи с администрациями Балашихинского и Ногинского районов Московской области.
В 1988 году, в период экономических реформ Михаила Горбачёва, Фролов открыл кооператив «Вымпел», который специализировался на пошиве джинсовых вещей, изготовлении мебели и бижутерии. Официально он не являлся владельцем кооператива, однако все, кто был близок к кооперативу, знали истину.
Группировка Мушинского находилась в плачевном состоянии. Муха и двое его приятелей — Маноха и Чистяков, были приговорены к смерти ворами в законе за убийство грузинского вора в законе Теймураза Пхакадзе по кличке «Тимур», совершенное 17 мая 1989 года. 14 февраля 1990 года Маноха был ранен несколькими выстрелами. После излечения он попытался скрыться, но в апреле 1991 года был арестован, а спустя две недели скончался от побоев в камере.
Фролов же, наоборот, отдавал часть доходов группировки в воровской «общак». Влияние группировки усиливалось. Имелись данные о том, что Фрол имел большие связи не только с разными людьми в Московской области, но и за её пределами. Фролов активно искал покровительства воров в законе, например, Александра Захарова («Шурика Захара»), Павла Захарова («Паши Цируля»), Вячеслава Иванькова («Япончик»).
Однако конкурентам «балашихинских» не могло понравиться усиление последних. Неоднократно случались криминальные разборки.

## Группировка в 1990-е годы

### При жизни Фрола
Фролов был яростным противником кавказцев. Одной из первых разборок его группировки стала разборка с чеченской преступной группировкой. «Стрелка» окончилась достаточно мирно, сторонам удалось договориться.
Спустя некоторое время у «балашихинских» начался конфликт с Реутовской ОПГ. По заказу Фролова были убиты три её авторитета — Парамонов, Шишков и Коровкин. Их тела с простреленными головами были обнаружены в машине около деревни Афанасово.
Непримиримость Фролова неоднократно становилась причиной кровавых разборок. Так, в микрорайоне Бутово Москвы «балашихинские» и их противники (общей численностью более 100 человек) устроили перестрелку, в результате которой погибли трое человек.
В сферу интересов Фрола попадал и автобизнес. За Балашихинскими автосервисами осуществлял контроль некий Смирнов по прозвищу «Мафрик». Мафрик вскоре решил отойти от «балашихинских», однако это оказалось невозможным, и Смирнов был убит выстрелом из пистолета в собственной квартире.
Сергей Фролов стал весьма заметной фигурой в Московской области. Его люди имели деловые контакты с бизнесменами из прибалтийских стран и Западной Европы. В сфере интересов «балашихинских» — индустрия цветных металлов, нефтепереработки. Имелись данные о принадлежности членам группировки недвижимости в разных регионах России и заграницы, в частности, известно, что гостиница «Ореанда» в Крыму контролировалась «балашихинскими».
О знакомствах Фрола можно судить по следующим обстоятельствам — его дважды задерживали сотрудники Регионального Управления по борьбе с организованной преступностью по Москве и Московской области. Оба раза, несмотря на то, что при обысках у него находили огнестрельное оружие, он достаточно быстро выходил на свободу.

### Гибель Фрола
В ночь с 30 на 31 декабря 1993 года у приятеля Фролова, директора сети игорных заведений «Империал» Александра Ивановича Тимашкова, был день рождения. Праздник отмечался в казино «У Александра» на Носовихинском шоссе, в городе Железнодорожный. Среди приглашённых были сам Фролов, а также криминальный авторитет Григорий Соломатин (личность Соломатина достаточно спорна: по одной из версий, он был наемным киллером, по другой, — держателем общака). Между Соломатиным и Фроловым произошёл конфликт. Подлинные причины его так и остались неизвестными. Соломатин и Фрол уединились в отдельной комнате, где о чём-то долго разговаривали, а затем прозвучал выстрел, оказавшийся роковым для последнего. Услышав выстрел, гости бросились в комнату. Увидев лежащего Фролова, они набросились на Соломатина и его приятеля Баскакова и забили их насмерть. Впоследствии их тела всплыли в одном из водоёмов города Железнодорожный. Александр Кулаков привез Фролова в районную больницу, но там его не приняли. Затем его отвезли в военный госпиталь, но лидер Балашихинской ОПГ скончался.
Хоронили Сергея Фролова на деревенском кладбище в селе Воскресенское Ногинского района. На похоронах присутствовало полторы тысячи человек. Траурная процессия растянулась на несколько сотен метров.

### Группировка после гибели Фрола
Гибель Фролова привела к массовому переделу криминальных сфер влияния. В результате этого передела были убиты криминальные авторитеты Паша Родной, Емеля, Назар, Бакинец, погибли или были тяжело ранены около пятидесяти бандитов из разных группировок.
В марте 1994 года был убит легендарный вор в законе Султан Даудов («Султан»), единственный чеченец — вор в законе, которого называли одним из вероятных заказчиков убийства Фрола.
Внутри банды также начались серьёзные внутренние конфликты, вызванные борьбой за власть. В течение короткого времени после гибели Фрола были застрелены его сын, правая рука Фрола — Александр Мизя, претендовавший на роль главаря банды Игорь Баранов (Баран), Вячеслав Мжельский (Мжеля), Александр Кулаков (Кулак) и др. 
В 2017 году, после публичного вмешательства президента Владимира Путина в ситуацию с Кучинским полигоном, полностью контролируемым на тот момент балашихинской ОПГ (через брата убийцы Фрола, Григория Соломатина, — Александра), свалка была закрыта, многие преступные схемы, связанные с отмывкой преступных доходов, были разрушены.